# Rhodococcus fascians
Rhodococcus fascians (bis 1984 als Corynebacterium fascians bezeichnet) ist ein grampositives Bakterium, das Pflanzengallen hervorruft. Rhodococcus fascians ist das einzige pflanzenpathogene Bakterium der Gattung Rhodococcus, sein Wirtsspektrum schließt sowohl Ein- als auch Zweikeimblättrige Pflanzen ein. Es bleibt normalerweise epiphytisch, kann aber auch endophytische Populationen bilden. Die Pflanzengallen, die es durch Ausschüttung von Cytokininen hervorruft, bilden eine für die Bakterien optimale Lebensumgebung.

## Physiologie und Morphologie
Rhodococcus fascians ist ein aerobes, unbewegliches, zu der Ordnung Actinomycetales gehörendes Bakterium, das keine Sporen bildet. Kolonien auf einer Agarplatte erscheinen orangefarben und können eine glatte oder raue Oberfläche haben. Die Zellen können verschiedene Formen haben und sowohl verzweigte Hyphen bilden als auch kokken- oder stäbchenförmig sein.

## Systematik
Aufgrund seines GC-Gehalts, dem Aufbau der Zellwand, der 5S- und 16S rRNA-Sequenzen und dem Vorhandensein von Tuberculostearinsäure und Mycolsäure wird Rhodococcus fascians zu den mycolsäurehaltigen Gattungen unter den Actinomycetales gezählt.

## Virulenz

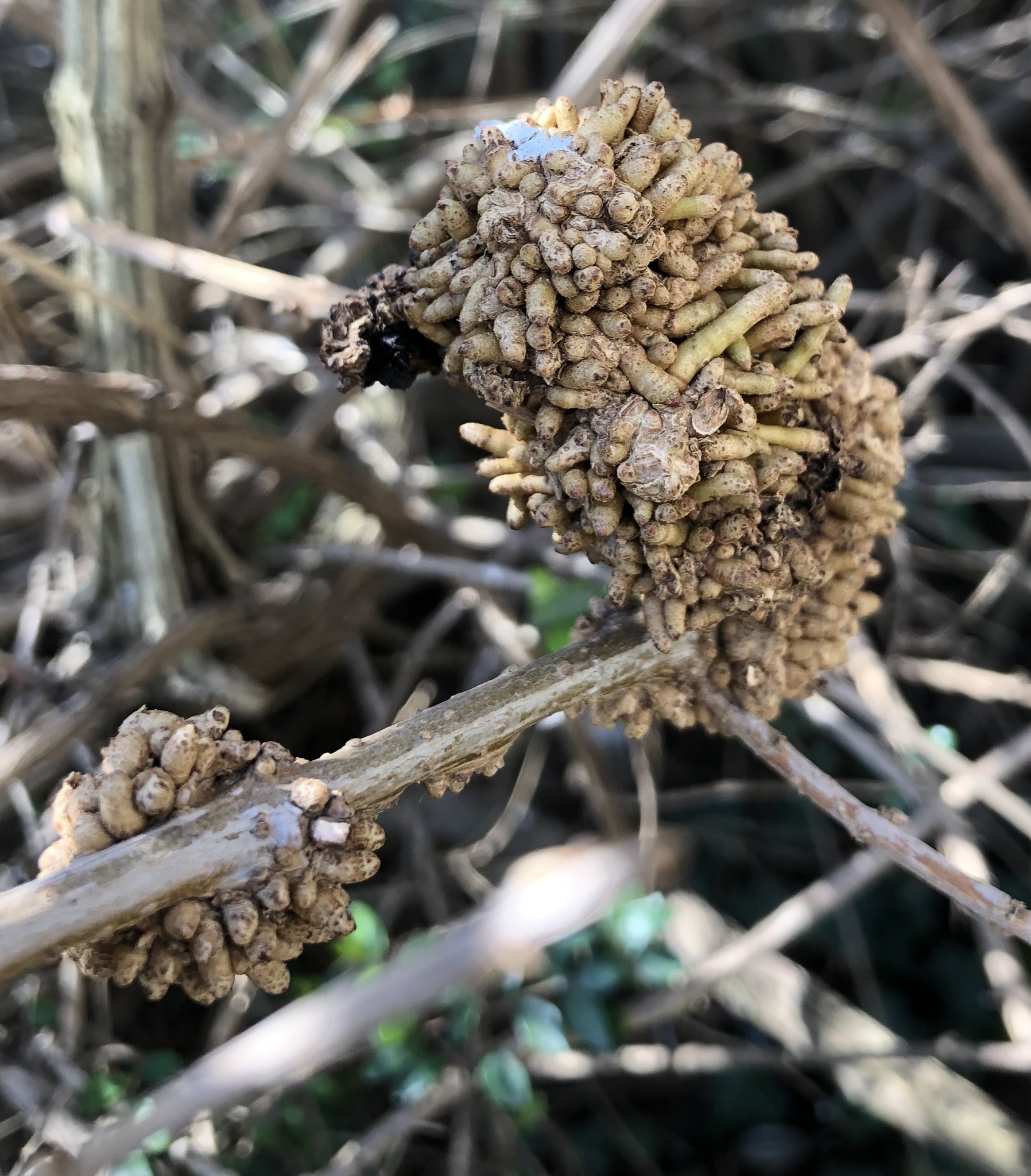
Pflanzengallen verursacht durch Rhodococcus fascians.

Die Mureinschicht in der Zellwand enth
Rodococcus fascians infiziert sowohl Nacktsamer als auch Bedecktsamer. Betroffene Pflanzen entwickeln je nach Alter und Bakterienstamm typische Symptome wie Blattdeformation, Hexenbesen und Blattgallen. Die Blattdeformationen entstehen durch eine Weitung des Parenchyms und Wachstum der Leitbündel, wodurch die Blattoberfläche gekrümmt wird. Alle Symptome, die von Rodococcus fascians hervorgerufen werden, beruhen nicht auf einer Transformation der Zellen, sondern die Bakterien bleiben in der Regel außerhalb der Zellen und geben die Stoffe ab, die dann in die umgebenden Zellen diffundieren. Es wurden aber auch Bakterien in den Zellzwischenräumen und in der Zellwand selbst beobachtet.

### An der Kontrolle der Virulenz beteiligte Gene
Die Virulenz von Rhodococcus fascians wird durch die Gene auf einem Plasmid vermittelt. Stämme, denen dieses Plasmid fehlt, sind nicht infektiös.

## Forschungsgeschichte
1927 beschrieb Brown Fasziationen in den Wurzelhälsen von Lathyrus odoratus, der Duft-Platterbse, und sie schlug vor, dass es sich dabei um Wurzelhalsgallentumore handelt, die von einer schwachen oder speziellen Form von Agrobacterium tumefaciens hervorgerufen werden. Zehn Jahre später konnte Tilford zeigen, dass nicht Agrobacterium tumefaciens, sondern ein anderes Bakterium dafür verantwortlich ist, das Phytomonoas fascians genannt wurde. 1942 wurde die unklare Taxonomie teilweise geklärt, das Pflanzenpathogen als zu den Actinomyceten gehörend klassifiziert und in Corynebakterium fascians umbenannt, ein Name, der bis 1984 Bestand hatte. Erst dann konnte er aufgrund chemischer, genetischer und phänotypischer Merkmale als Rhodococcus eingeordnet werden, eine andere Gattung innerhalb der Actinomyceten.
Später wurde geklärt, dass es sich bei den hervorgerufenen Strukturen nicht um Wurzelhalsgallentumore handelt, sondern um Blattgallen, die durch verstärktes Wachstum von Sprossmeristemen entstehen.

## Synonyme
Das Bakterium wurde früher neben Rhodococcus fascians auch als Rhodococcus luteus (ex Söhngen 1913) Nesterenko et al. 1982) bezeichnet. Seit 1994 werden die beiden Arten unter Rhodococcus fascians zusammengefasst.

## Nachweise
- K. Goethals, D. Vereecke, M. Jaziri, M. Van Montagu, M. Holster: Leafy gall formation by Rhodococcus fascians. In: Annual Review of Phytopathology. 39, 2001, S. 27–52, doi:10.1146/annurev.phyto.39.1.27.